# Liste der Biografien/Bauh
Liste der Biografien |
Portal Biografien |
Personensuche
# |
A |
B |
C |
D |
E |
F |
G |
H |
I |
J |
K |
L |
M |
N |
O |
P |
Q |
R |
S |
T |
U |
V |
W |
X |
Y |
Z |
?
 
Ba |
Be |
Bd |
Bg |
Bh |
Bi |
Bj |
Bl |
Bm |
Bn |
Bo |
Br |
Bs |
Bu |
Bw |
By |
Bz
 
Baa |
Bab |
Bac |
Bad |
Bae |
Baf |
Bag |
Bah |
Bai |
Baj |
Bak |
Bal |
Bam |
Ban |
Bao |
Bap |
Baq |
Bar |
Bas |
Bat |
Bau |
Bav |
Baw |
Bax–Baz
 
Baub |
Bauc |
Baud |
Baue |
Bauf |
Baug |
Bauh |
Bauk |
Baul |
Baum |
Baun |
Baup |
Bauq |
Baur |
Baus |
Baut |
Bauv |
Bauw |
Baux |
Bauy |
Bauz
Die Liste der Biografien führt alle Personen auf, die in der deutschsprachigen Wikipedia einen Artikel haben. Dieses ist eine Teilliste mit 16 Einträgen von Personen, deren Namen mit den Buchstaben „Bauh“ beginnt.

## Bauh

### Bauha
- Bauhardt, Christine (* 1962), deutsche Politikwissenschaftlerin und Professorin
- Bauhaus, Fred († 2024), deutscher Kfz-Mechatroniker, Autoverwerter und Reality-TV-Darsteller
- Bauhaus, Phil (* 1994), deutscher RadrennfahrerPhil Bauhaus (* 1994)

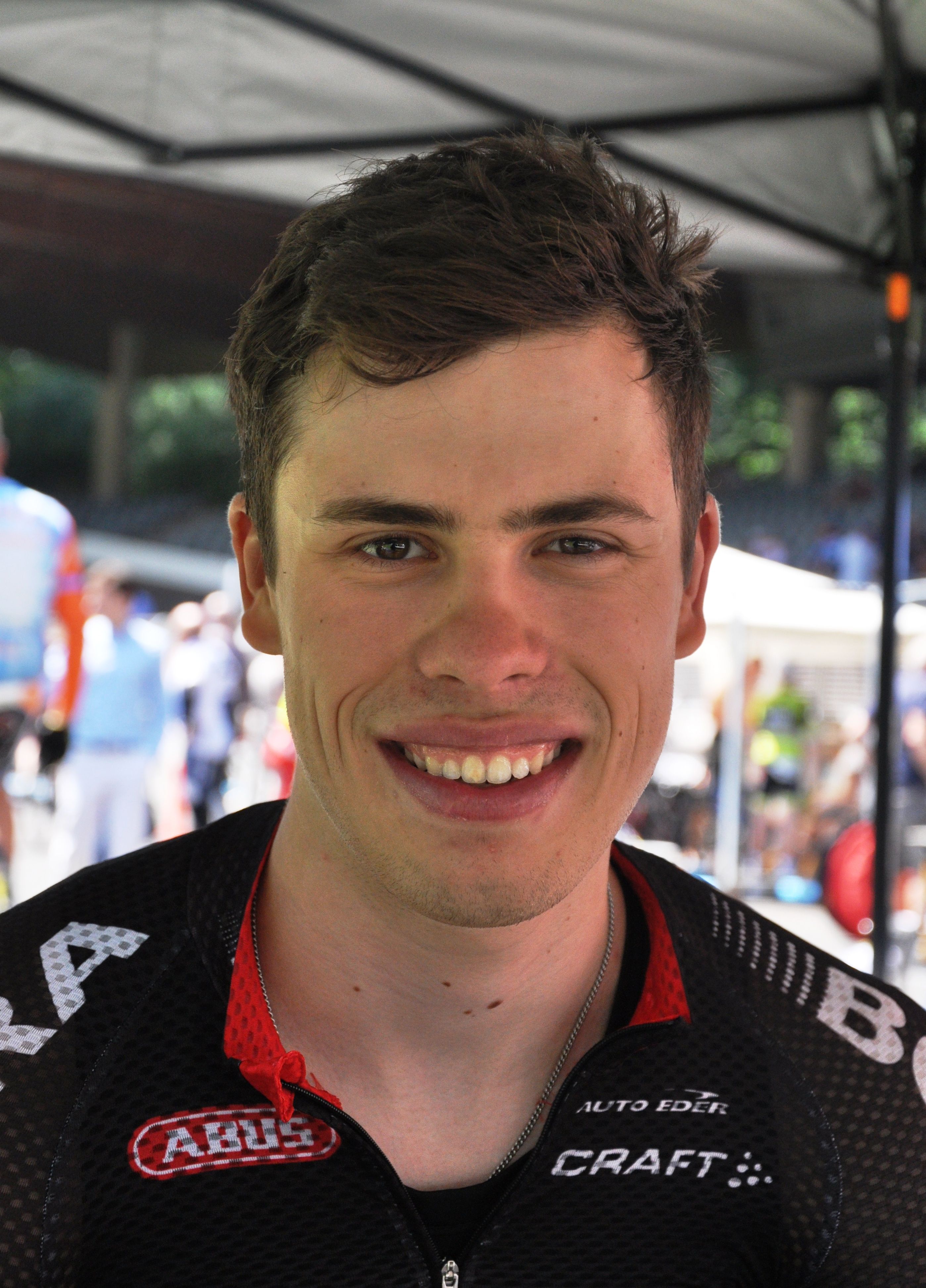
Phil Bauhaus (* 1994)

### Bauhi
- Bauhin, Caspar (1560–1624), Schweizer Mediziner und Botaniker
- Bauhin, Hieronymus (1637–1667), Schweizer Arzt, Professor für Anatomie und Botanik
- Bauhin, Jean (1511–1582), französischer Arzt
- Bauhin, Johann (1541–1613), Schweizer Arzt und Botaniker
- Bauhin, Johann Caspar (1606–1685), Schweizer Arzt und Botaniker
- Bauhin, Johann Caspar (1665–1705), Schweizer Arzt, Leibarzt beim Herzog von Württemberg
- Bauhin, Johann Ludwig (1666–1735), Schweizer Jurist

### Bauho
- Bauhof, Paul Carey (1956–2019), US-amerikanischer Blues- und Jazzmusiker (Gitarre)
- Bauhofer, Georg (1806–1864), ungarischer evangelisch-lutherischer Pfarrer und Publizist
- Bauhofer, Toni (1892–1968), deutscher Automobil- und Motorradrennfahrer
- Bauhofer, Walter (* 1963), deutscher Koch

### Bauhu
- Bauhuis, Walter (1905–1961), deutscher Bibliothekar
- Bauhus, Jürgen (* 1964), deutscher Forstwissenschaftler und Hochschullehrer